# 玛丽·莱什琴斯卡
玛丽亚·卡罗利娜·索菲娅·费利奇娅·莱什琴斯卡（波蘭語：Maria Karolina Zofia Felicja Leszczyńska，發音：[ˈmarja lɛʂˈtʂɨj̃ska]，在歷史上以玛丽·莱什琴斯卡（法語：Marie Leszczynska，發音：[maʁi lɛʃtʃinska]；又作玛丽·莱克赞斯卡 (Marie Leczinska，[maʁi lɛɡzɛ̃ska])）之名更為人所知；1703年6月23日—1768年6月24日），法兰西王后，出生時為波蘭公主，其父親為波蘭國王斯坦尼斯瓦夫一世。其為路易十五之妻子。